# Coronae Scopulus
Coronae Scopulus és una formació geològica de tipus scopulus a la superfície de Mart, localitzada amb el sistema de coordenades planetocèntriques a -30.88 latitud N i 67.16 ° longitud E, que fa 245.24 km de diàmetre. El nom va ser aprovat per la UAI l'any 1985 i fa referència a una característica d'albedo.